# Jean-Marie Chardonnens
Jean-Marie Chardonnens (ur. 13 grudnia 1942 w Domdidier) – szwajcarski zapaśnik walczący w obu stylach. Dwukrotny olimpijczyk. Odpadł w eliminacjach turniejów w Meksyku 1968 i Monachium 1972. Startował w kategoriach 87-90 kg. 
- Turniej w Meksyku 1968 - 87 kg styl klasyczny

Przegrał ze Czechosłowakiem Jiřím Kormaníkem i Jugosłowianinem Branislavem Simiciem.
- Turniej w Meksyku 1968 - 87 kg styl wolny

Wygrał z Meksykaninem Raúlem Garcíą i przegrał z Kubańczykiem Lupe Larą i Mongołem Dżigdżidijnem Mönchbatem.
- Turniej w Monachium 1972 - 90 kg styl klasyczny

Przegrał z Japończykiem Kimuchi Tani i ZSRR Walerijem Riezancewem.
Jego brat André również był zapaśnikiem, olimpijczykiem z 1972.